# Mike Fallows
Pour les articles homonymes, voir Fallows.
Mike Fallows est un réalisateur canadien

## Filmographie
- 1996 : L'Histoire sans fin
- 1997 : Donkey Kong Country
- 1998 : Rolie Polie Olie
- 2001 : The Santa Claus Brothers
- 2003 : Miss Spider's Sunny Patch Kids
- 2004 : Les Bisounours au royaume des Rigolos
- 2005 : Jane and the Dragon